# Elka (azienda)
Elka era un marchio italiano di tastiere elettroniche e amplificatori ora scomparso.

## Storia

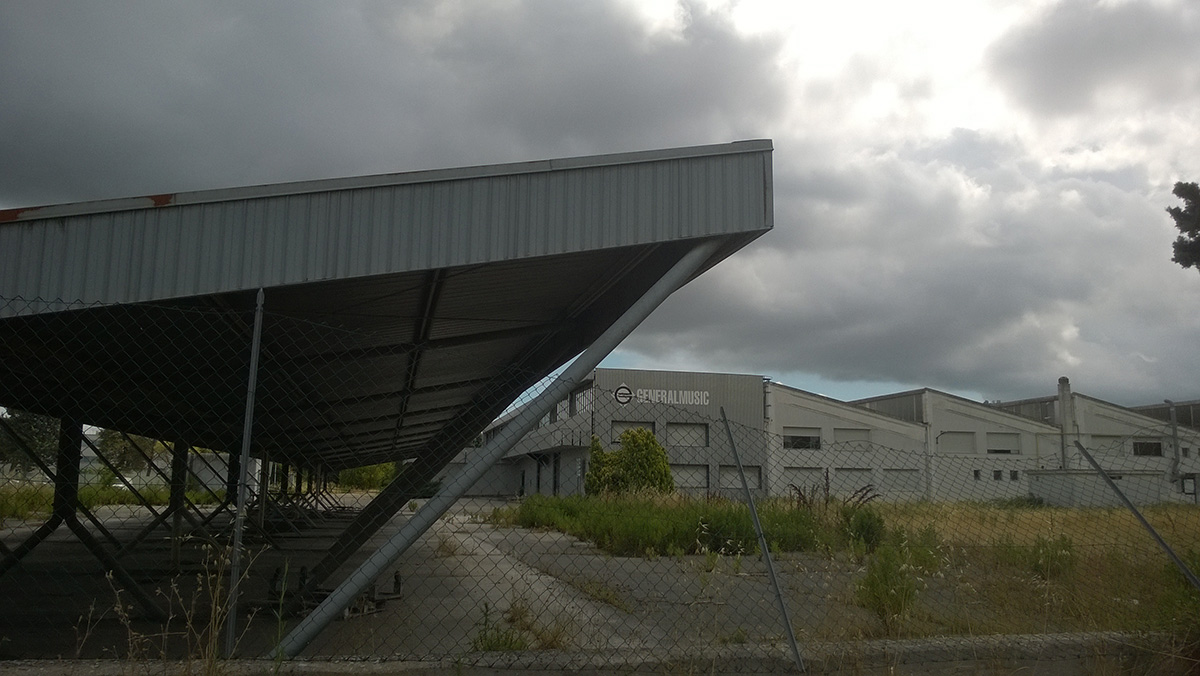
L'ex stabilimento GEM (Prima ancora sede Elka) della zona industriale Squartabue - Recanati fotografato nel 2014

La Elka nasce nel 1965 a Castelfidardo, fondata da Crucianelli Mario e figli-fisarmoniche. Il nome nasce dalla contrazione delle parole Elettronica e Kastelfidardo.
Tra i modelli di tastiere prodotte c'erano: ELKA Rhapsody, ELKA X-55, e la serie di controller MIDI ELKA MKxx. Hanno usato questi strumenti Jean-Michel Jarre, i Tangerine Dream, Klaus Schulze e i Supertramp.
Da rilevare il modello X-705 usato da Jarre dal vivo e il ricercatissimo Elka Synthex.
Nel 1989 il marchio e il logo sono diventati proprietà di GEM Generalmusic, azienda di San Giovanni in Marignano.
A causa della concorrenza estera sempre più agguerrita e di scelte aziendali sbagliate, Generalmusic è fallita nel 2011 portando alla scomparsa del marchio Elka insieme ai marchi LEM e GEM che per quasi 40 anni hanno accompagnato musicisti e tecnici del suono sui palchi di tutto il mondo.
Nel dicembre 2014 il gruppo finlandese Soundion Oy Ltd (nuovo proprietario dei marchi GEM, LEM ed ELKA) ha dato l'annuncio che nel corso del 2015 verranno presentati nuovi modelli e riedizioni di alcuni prodotti ed infatti, al Musikmesse 2015 di Francoforte, viene annunciata la riedizione (clone) del Elka Synthex. Pochi mesi dopo il Gruppo Soundion annunciò una campagna di raccolta fondi su portale Indiegogo per lanciare una riedizione dell'Elka Synthex. Tuttavia la campagna si è conclusa senza raggiungere il target previsto ed il progetto sembra essere sospeso.